# می ایروین
می ایروین (انگلیسی: May Irwin; ۲۷ ژوئن ۱۸۶۲ – ۲۲ اکتبر ۱۹۳۸) یک هنرپیشه، و خواننده اهل کانادا بود.